# Combined Locks
Combined Locks és una població dels Estats Units a l'estat de Wisconsin. Segons el cens del 2000 tenia 2.422 habitants.

## Demografia
Segons el cens del 2000, Combined Locks tenia 2.422 habitants, 884 habitatges, i 716 famílies. La densitat de població era de 615,2 habitants per km².
Dels 884 habitatges en un 37,1% hi vivien nens de menys de 18 anys, en un 72,7% hi vivien parelles casades, en un 6% dones solteres, i en un 18,9% no eren unitats familiars. En el 15,6% dels habitatges hi vivien persones soles el 5,8% de les quals corresponia a persones de 65 anys o més que vivien soles. El nombre mitjà de persones vivint en cada habitatge era de 2,74 i el nombre mitjà de persones que vivien en cada família era de 3,06.
Per edats la població es repartia de la següent manera: un 27,8% tenia menys de 18 anys, un 6,1% entre 18 i 24, un 31,6% entre 25 i 44, un 24,2% de 45 a 60 i un 10,3% 65 anys o més.
L'edat mediana era de 36 anys. Per cada 100 dones de 18 o més anys hi havia 98,8 homes.
La renda mediana per habitatge era de 53.125 $ i la renda mediana per família de 56.131 $. Els homes tenien una renda mediana de 42.135 $ mentre que les dones 25.583 $. La renda per capita de la població era de 24.090 $. Aproximadament el 0,5% de les famílies i el 0,8% de la població estaven per davall del llindar de pobresa.

## Poblacions més properes
El següent diagrama mostra les poblacions més properes.